# Hippeastrum cybister
Hippeastrum cybister är en amaryllisväxtart som först beskrevs av Herb., och fick sitt nu gällande namn av George Bentham och John Gilbert Baker. Hippeastrum cybister ingår i släktet amaryllisar, och familjen amaryllisväxter. Inga underarter finns listade i Catalogue of Life.

## Bildgalleri

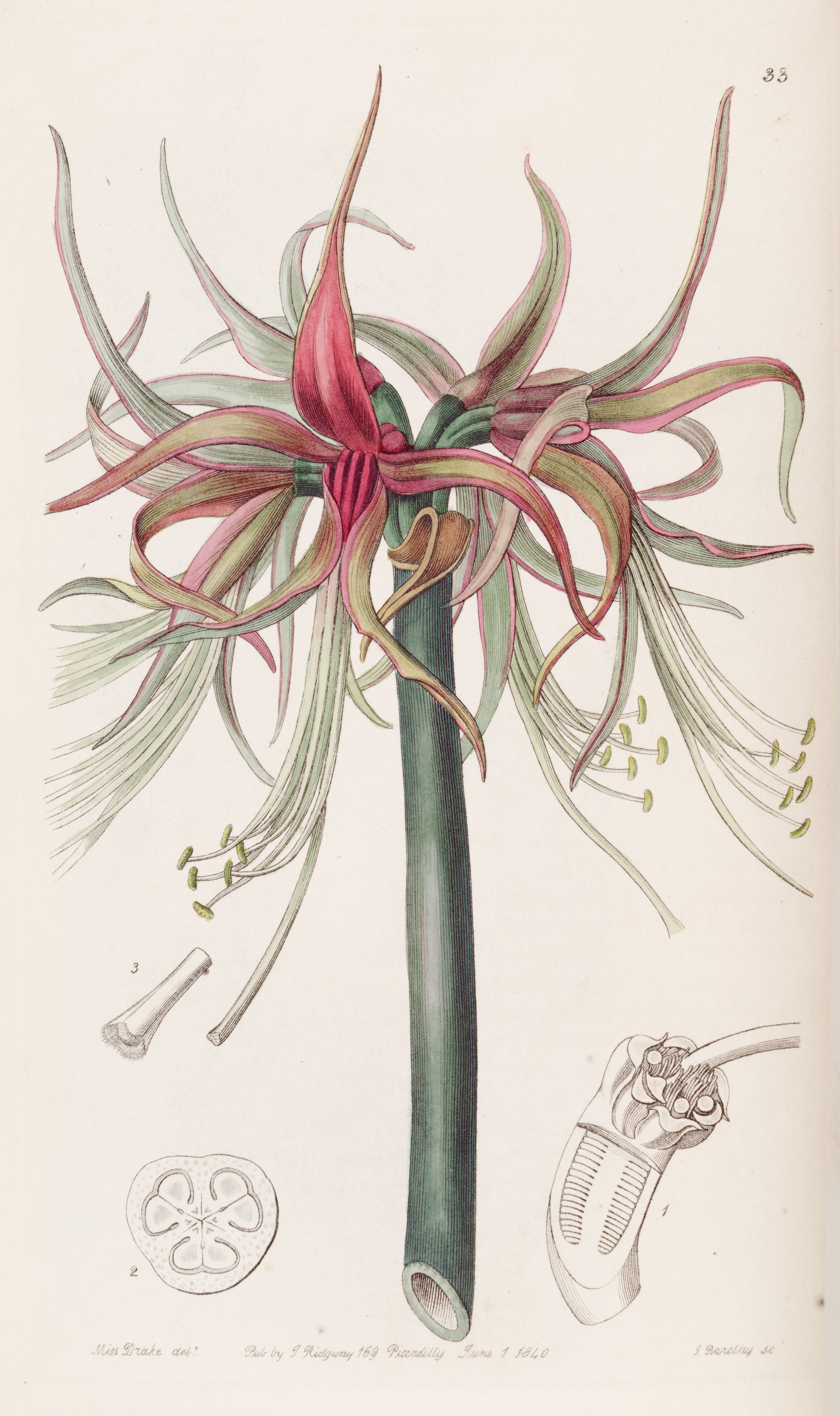